# Robert Osler-Toptani

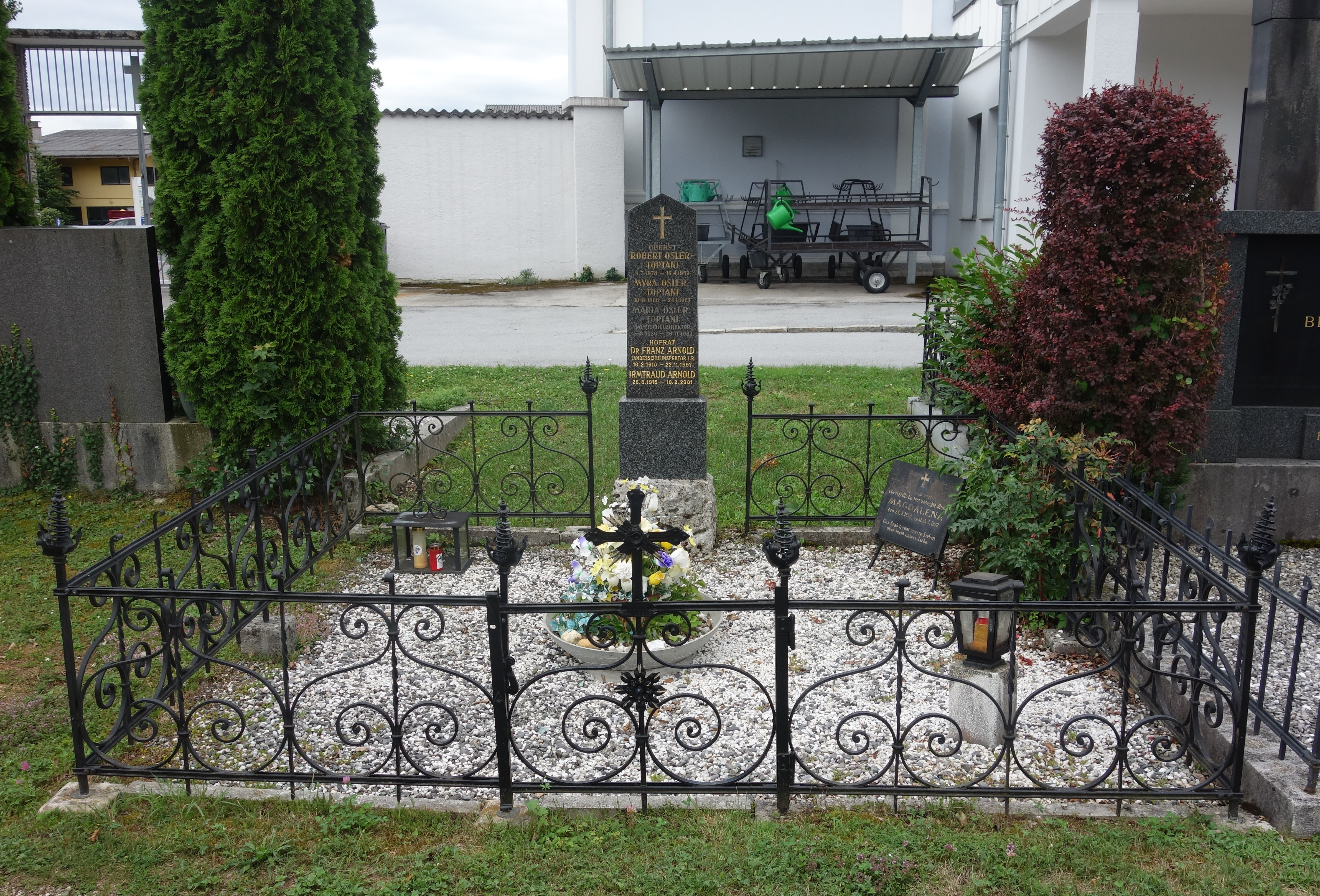
Grabstein von Robert Osler-Toptani am Zentralfriedhof Annabichl in Klagenfurt, mit falschem Geburtsdatum 9. Juli 1878

Robert Osler-Toptani (* 9. Juni 1878 in Wien; † 16. April 1953 in Klagenfurt am Wörthersee, Kärnten) war ein österreichischer Offizier und kurzzeitig Politiker (CSP).

## Leben
Robert Osler-Toptani besuchte nach dem Gymnasium zunächst eine Handelsakademie in Wien.
Von 1899 bis 1900 absolvierte er die Einjährig-Freiwilligenschule des 3. Regiments der k.u.k. Kaiserjäger. 1901 machte er die Ergänzungsprüfung zum Berufsoffizier. Im selben Jahr wurde Osler-Toptani Leutnant, 1915, im Verlauf des Ersten Weltkriegs zum Hauptmann befördert. Er diente im Evidenzbüro der Gemeinsamen Armee Österreich-Ungarns.
Osler-Toptani wurde auch nach dem Krieg in das Bundesheer übernommen, wo er 1933 in den Rang eines Obersts befördert wurde. 1936 schließlich wurde er Leiter des Nachrichtendienstes der  7. Division beim Bundesheer.
Sein einzig bekanntes politisches Mandat bekleidete er von August 1929 bis Januar 1931, als er die Interessen des Bundeslands Kärnten als Mitglied im Bundesrat (III. und IV. Gesetzgebungsperiode) vertrat.
1938, nach dem Anschluss Österreichs, verbrachte er sechs Monate in Gestapo-Haft. Danach wurde er mit einem Betretungsverbot des Reichsgaus Kärnten belegt.